# Holmen, Wisconsin
Holmen är en ort i La Crosse County i delstaten Wisconsin, USA.